# Nyhamn, Söderhamns kommun

Nyhamn är en småbåtshamn i Ala, norr om Ljusne i Söderhamns kommun.
Nyhamn tillhörde ursprungligen Ala sågverk, sedermera Bergvik & Ala AB, men numera är Ljusne-Ala Motorbåtsklubb verksam där.